# Andrija Mikulić
Andrija Mikulić (Zagreb, 13. svibnja 1969.) hrvatski političar, doktor znanosti, diplomirani inženjer rudarstva. Glavni je državni inspektor u dva mandata. 
Tijekom svoje karijere obnašao je različite funkcije: u Hrvatskom saboru, Gradskoj skupštini Grada Zagreba i Državnom inspektoratu. Član je Hrvatske demokratske zajednice.

## Obrazovanje
Nakon što je u Zagrebu završio Kemijsko-tehnološku srednju školu upisuje Rudarsko-geološko-naftni fakultet Sveučilišta u Zagrebu. Diplomirao je kao prvi u generaciji, smjer geotehnika.
Od 1994. do 1998. godine radio je kao asistent iz područna Zaštite okoliša, Tehnike sigurnosti i Projektiranja u rudarstvu na Rudarsko-geološko-naftnom fakultetu u Zagrebu. 
Godine 2006. upisao je doktorski studij iz područja rudarstva. Doktorsku disertaciju na temu 'Održivi razvoj rudarske djelatnosti u Republici Hrvatskoj' kod prof. dr. sc. Darka Vrkljana obranio je siječanj 2015.
Godine 1998. položio je Stručni ispit za obavljanje poslova na rukovodećim radnim mjestima u rudarstvu, a godinu dana kasnije Državni stručni ispit. 
Objavio je niz znanstvenih i stručnih radova iz područja rudarstva te je sudjelovao na brojnim međunarodnim i domaćim stručnim skupovima. Dao je značajan doprinos u izradi velikog broja rudarsko-projektne dokumentacije (elaborata o rezervama mineralne sirovine, rudarskih projekata eksploatacije, studija utjecaja rudarskih objekata na okoliš).
Član je Društva hrvatskih rudarskih inženjera i jedan od osnivača udruge 'Sretno' pri Rudarsko-geološko-naftnom fakultetu u Zagrebu. Od 2016. godine član je Znanstvenog vijeća za naftu i plin Hrvatske akademije znanosti i umjetnosti.

## Profesionalna karijera
Nakon što je napustio mjesto asistenta na Rudarsko-geološko-naftnom fakultetu u Zagrebu godine 1998. počinje raditi kao stručni suradnik na poslovima zaštite okoliša u Gradskom zavodu za planiranje razvoja grada i zaštitu okoliša, Poglavarstvo Grada Zagreba. 
Od 2004. godine u Državnom inspektoratu je obnašao je dužnost pomoćnika glavnog državnog inspektora te je od 2012. godine bio načelnik Sektora u području nadzora rudarstva, elektroenergetike i opreme pod tlakom. 
Od 2013. do travnja 2016. godine bio je potpredsjednik Gradske skupštine Grada Zagreba i gradski zastupnik. Funkciju predsjednika Gradske skupštine obnašao je u dva mandata. Od svibnja 2016. do travnja 2017.  godine i od srpnja 2017. do ožujaka 2019. godine.  
Bio je saborski zastupnik u 8. i 9. sazivu Hrvatskoga sabora te predsjednik Odbora za informiranje, informatizaciju i medije, član Odbora za financije i državni proračun, član Odbora za prostorno uređenje i graditeljstvo, član Odbora za Hrvate izvan Republike Hrvatske, član Odbora za lokalnu i područnu (regionalnu) samouprave te voditelj Međuparlamentarne skupine prijateljstva Hrvatske-Kosovo.
Od travnja 2019. godine obnaša funkciju glavnog državnog inspektora.

## Politička karijera
Istaknuti je član Hrvatske demokratske zajednice. Od 1997. do 1999. godine bio je tajnik Gradskog odbora Mladeži HDZ-a Grada Zagreba. Godine 2004. postaje član Gradskog odbora HDZ-a Grada Zagreba, a 2010. godine član Predsjedništva Gradskog odbora HDZ-a Grada Zagreba. Dvije godine kasnije, 2012. izabran je za predsjednika GO HDZ-a Grada Zagreba te je postao član predsjedništva HDZ-a. Na funkciju predsjednika gradske organizacije reizabran je 2016. godine.  

## Privatni život
Oženjen je i otac dvije kćeri.